# タカノハダイ
タカノハダイ（学名：Goniistius zonatus）は、スズキ目タカノハダイ科に所属する魚類の一種。南日本の沿岸で普通に観察される海水魚である。

## 特徴
タカノハダイは日本の房総半島以南、東シナ海・黄海にかけて分布する。温帯・亜熱帯域の岩礁や藻場など比較的浅い海に生息し、沿岸漁業（イセエビ漁など）で漁獲されることがある。雑食性で底生生物等を食べる。
体型はややいびつに側扁した鯛型で、最大で体長45センチメートルほどに成長する。体側には茶褐色の横縞が9本、やや斜めに走行する。鰭は黄褐色で、尾鰭に多数の白い斑点がもつことが特徴。背鰭は1つで、16 - 18本の棘条と30-34本の軟条で構成される。

## 利用法
タカノハダイは白身魚であるが、晩春から秋口にかけては臭みのあるものが多く食用とされることは少ない。しかし、適切に処理をした臭みのないものは非常に美味である。。静岡県の伊豆半島や御前崎付近、紀伊半島の沿岸域では、鮮魚店に並ぶことがあるものの、市場に出ることはあまりない。味は淡白で煮付けにして用いられ、「たかっぱ」の愛称をもつ一方、サメやウツボなどと同様の臭みがある（特に頭に近い部分）。